# Neuville-aux-Bois
Neuville-aux-Bois is een gemeente in het Franse departement Loiret (regio Centre-Val de Loire). De plaats maakt deel uit van het arrondissement Orléans. Neuville-aux-Bois telde op 1 januari 2022 4.984 inwoners.

## Geografie
De oppervlakte van Neuville-aux-Bois bedroeg op 1 januari 2022 31,74 vierkante kilometer; de bevolkingsdichtheid was toen 157 inwoners per km².

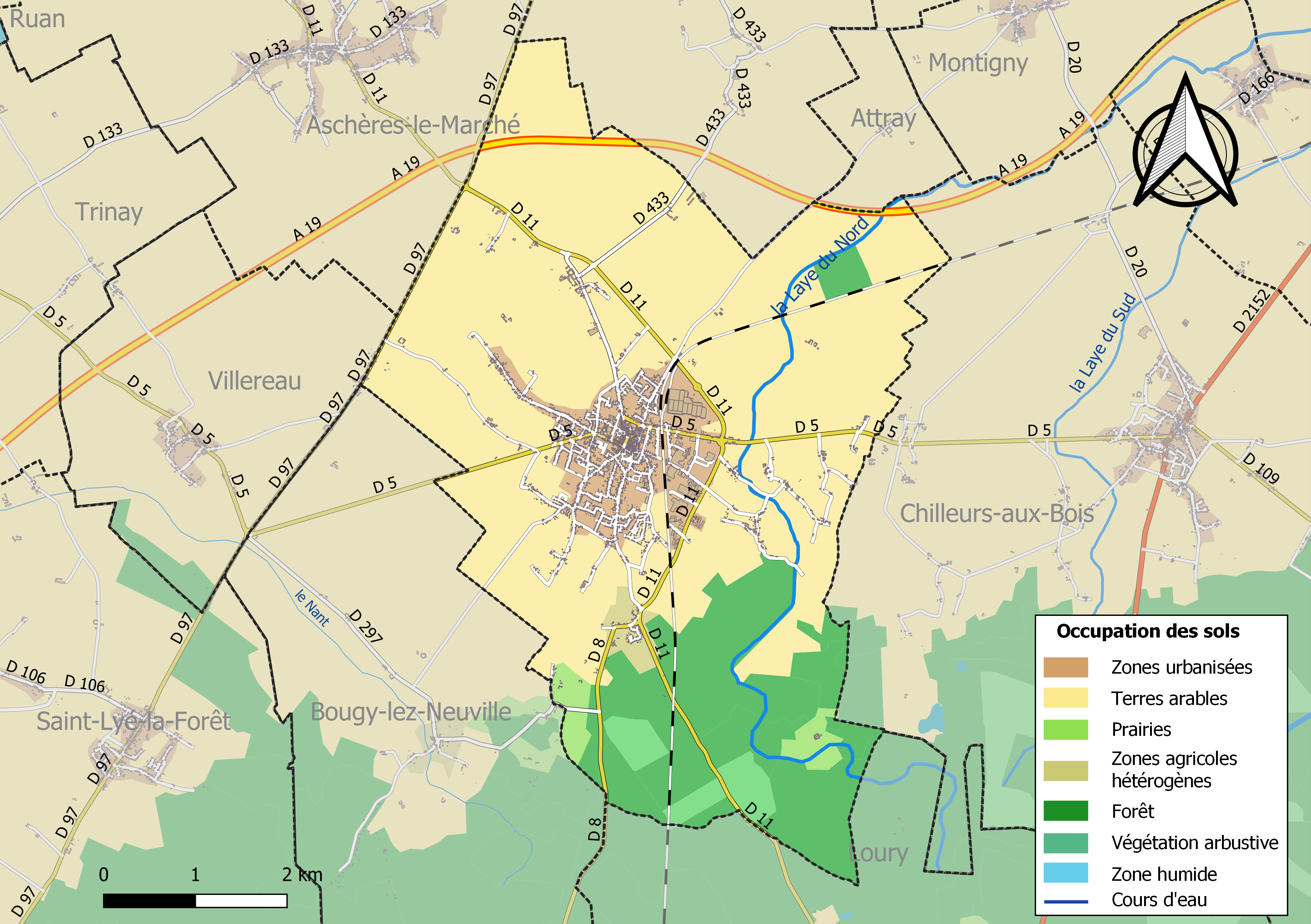
Kaart van de gemeente met de belangrijkste infrastructuur, bodemgebruik en omliggende gemeenten

## Demografie
Onderstaande figuur toont het verloop van het inwonertal (bron: INSEE-tellingen).